# Excoecaria oppositifolia
Excoecaria oppositifolia är en törelväxtart som beskrevs av William Griffiths. Excoecaria oppositifolia ingår i släktet Excoecaria och familjen törelväxter.

## Underarter
Arten delas in i följande underarter:
- E. o. crenulata
- E. o. oppositifolia